# Svenska Sångarförbundet
Svenska Sångarförbundet var den riksorganisation som organiserade svenska manskörer under åren 1909–1997.

## Historia
Vid slutet av 1800-talet existerande redan fjorton olika länsförbund som organiserade manskörer i Sverige. 
Tanken på ett riksförbund för manskörer väcktes av Ivar Hedenblad, och resulterade i sångarmötet i Stockholm den 18 juli 1909 då Svenska Sångarförbundet bildades. Gustaf Hultquist, som 1897 bildat Norrlands sångarförbund, blev efter Hedenblads död den drivande kraften i förbundet. Inledningsvis bestod det av fjorton länsförbund med omkring femhundra medlemskörer och totalt cirka 13 000 sångare.  Förbundets ändamål formulerades i den första paragrafen i den första stadgan: "Förbundet skall verka för den fyrstämmiga manssångens utövande, utbredande och höjande i musikaliskt avseende samt för stärkande av den svenska nationalkänslan".
Sångarförbundet anordnade bland annat dirigentkurser, nationella sångarfester samt representerade på olika sätt Sverige vid olika sångarsammankomster utomlands. De enskilda länsförbunden organiserade även ofta regionala sångarfester.
I förbundet kunde även svenska manskörer i utlandet ingå som medlemskörer.
År 1977 omfattade förbundet 22 länsförbund med 288 körer och omkring 7500 sångare.
Den 1 juli 1997 gick Svenska Sångarförbundet samman med Sveriges Körförbund som företrädde den blandade körsången. Man antog då det tillfälliga namnet Sveriges Körförbund-Svenska Sångarförbundet. År 1999 ändrades namnet till Riksförbundet Svensk körsång, för att i oktober 2005 åter ta namnet Sveriges Körförbund.
Svenska Sångarförbundets valspråk var: Hjärtats nyckel heter sång.

## Förbundsdirigenter
- 1909–1920 Gustaf Hultquist
- 1921–1943 Hugo Alfvén
- 1943–1964 Einar Ralf
- 1964–1976 Hilding Asker
- 1977–1997 Göte Widlund

### Andre förbundsdirigenter
- 1912: Ruben Hillström
- 1927–1943: Emil Carelius
- 1955–1958: Ivar Widner
- Folke Bohlin

## Delförbund
- Norrlands sångarförbund, bildat 1897.[1]
- Värmlands sångarförbund, bildat 1898.[1]
- Skånska sångarförbund, bildat 1898.[1]
- Östgöta Sångarförbund, bildat 1901.[1]
- Dalarnas sångarförbund, bildat 1906.[1]
- Gotlands sångarförbund, bildat 1907.[1]
- Södermanlands sångarförbund, bildat 1908.[1]
- Smålands sångarförbund, bildat 1908.[1]
- Jämtlands läns sångarförbund, bildat 1908.[1]
- Västergötlands sångarförbund, bildat 1909.[1]
- Hallands sångarförbund, bildat 1909.[1]
- Örebro läns sångarförbund, bildat 1909.[1]
- Upplands sångarförbund, bildat 1909.[1]
- Stockholms sångarförbund, bildat 1909.[1]
- Västmanlands sångarförbund, bildat 1909.[1]
- Dalslands sångarförbund, bildat 1910.[1]
- Norrbottens sångarförbund, bildat 1910.[1]
- Gävleborgs läns sångarförbund, bildat 1910.[1]
- Blekinge läns sångarförbund, bildat 1911.[1]
- Göteborgs och Bohus läns sångarförbund, bildat 1911.[1]
- Kristianstads läns sångarförbund, bildat 1911.[1]

## Sångarfester
- Första Allmänna svenska sångarfesten, Stockholm 1897
- Andra Allmänna svenska sångarfesten, Stockholm 1912
- Tredje Allmänna svenska sångarfesten, Stockholm 1916
- Fjärde Allmänna svenska sångarfesten, Göteborg 1923
- Femte Allmänna svenska sångarfesten, Stockholm 1930
- Sjätte Allmänna svenska sångarfesten, Göteborg 1936
- Sjunde Allmänna svenska sångarfesten, Stockholm 1946
- Malmö  1949
- Göteborg  1954
- Örebro  1965
- Sundsvall  1970
- Kalmar  1974

## Medlemstidning
- Svenska Sångarförbundet 1909–1921
- Sångartidningen 1922–1991
- Sångaren 1992–1995